# Медаль «За путешествие вокруг света 1803—1806»
Медаль «За путешествие вокруг света 1803—1806» или «За путешествие кругом света» — государственная награда Российской империи, которой награждались моряки, участвовавшие в кругосветной экспедиции И. Ф. Крузенштерна и Ю. Ф. Лисянского.

## Основные сведения
Медаль «За путешествие вокруг света 1803—1806» была учреждена Александром I 15 августа 1806 года, одновременно с медалью «Союзные России». Повеление об учреждении медали далее было сообщено министром коммерции министру финансов. Медаль была предназначена для участников первого русского кругосветного плавания на кораблях «Надежда» и «Нева». Известно о награждении матросов шлюпа «Нева», но нет сведений о награждении матросов с «Надежды».

## Описание медали
Медаль имела необычную восьмиугольную форму и была сделана из серебра. Размеры медали — 40×30 мм. На лицевой стороне медали изображён портрет Александра I в мундире Преображенского полка. Под обрезом изображения подпись медальера — «В.безбородной р.» — В. Безбородный резал. На оборотной стороне медали в овальном картуше изображён корабль, плывущий по морю. Вокруг корабля в овале надпись: «ЗА ПУТЕШЕСТВІЕ КРУГОМЪ СВѢТА». Сверху и снизу даты путешествия — «1803» и «1806». Справа внизу подпись медальера — «C. Leberecht f» — Карл Леберехт исполнил. По периметру с обеих сторон ряд мелких бус.
Медали чеканили на Санкт-Петербургском монетном дворе, известно о изготовлении и выдаче награждённым 32 медалей.

## Порядок ношения
Медаль имела ушко для крепления к ленте. Носить медаль следовало на груди. Лента медали — Андреевская.

## Изображения медали
Серебряная медаль